# Saša Mächtig
Saša Mächtig, född 17 mars 1941 i Ljubljana, är en slovensk arkitekt, industridesigner och professor i arkitektur. 
Han tog examen från fakulteten för arkitektur vid universitetet i Ljubljana.  
År 1967 designade han K67, en modulkiosk som ingår i 20th Century Design-samlingen på Museum of Modern Art i New York. Idag anses K67 vara en modernistisk designklassiker.
Saša Mächtig har även designat bänkar, belysning, papperskorgar och telefonautomater för offentlig miljö. och varit jurymedlem för Red Dot Design Award.